# Heusden Koers 1981
De 33e editie van de Belgische wielerwedstrijd Heusden Koers werd verreden op 12 augustus 1981. De start en finish vonden plaats in Heusden. De winnaar was Dirk Heirweg, gevolgd door Ludo Peeters en Frank Hoste.

## Uitslag
| Heusden Koers 1981 |              |                  |       |
| Plaats             | Naam         | Ploeg            | Tijd  |
| Winnaar            | Dirk Heirweg | Boston-Mavic     | 3u13' |
| 2                  | Ludo Peeters | TI-Raleigh-Creda | z.t.  |
| 3                  | Frank Hoste  | TI-Raleigh-Creda | + 25" |

1929 · 1930-1935 · 1936 · 1937 · 1938 · 1939 · 1952 · 1953 · 1954 · 1955 · 1956 · 1957 · 1958 · 1959 · 1960 · 1961 · 1962 · 1963 · 1964 · 1965 · 1966 · 1967 · 1968 · 1969 · 1970 · 1971 · 1972 · 1973 · 1974 · 1975 · 1976 · 1977 · 1978 · 1979 · 1980 · 1981 · 1982 · 1983 · 1984 · 1985 · 1986 · 1987 · 1988 · 1989 · 1990 · 1991 · 1992 · 1993 · 1994 · 1995 · 1996 · 1997 · 1998 · 1999 · 2000 · 2001 · 2002 · 2003 · 2004 · 2005 · 2006 · 2007 · 2008 · 2009 · 2010 · 2011 · 2012 · 2013 · 2014 · 2015 · 2016 · 2017 · 2018 · 2019 · 2020 · 2021 · 2022 · 2023